# Centre culturel Atatürk
Le centre culturel Atatürk (turc : Atatürk Kültür Merkezi ou AKM) est un centre culturel situé face à la place Taksim, dans le district de Beyoğlu à Istanbul. Il est nommé en l'honneur de Mustafa Kemal Atatürk, président de la république de Turquie de 1923 à 1938.

## Historique
Les travaux de construction du palais de la culture d’Istanbul commencent en 1946 et l’inauguration est prévue pour 1953, mais en raison de difficultés de financement, la construction n’est achevée qu’en 1969. L'année suivante, un incendie ravage l'édifice et il ne rouvre qu'en 1978.
Le Centre culturel Atatürk, l'amphithéâtre Cemil Topuzlu, la salle de concerts Cemal Reşit Rey, le palais des congrès et des expositions Lutfi Kirdar et le théâtre Muhsin Ertuğrul sont menacés de destruction dans le cadre du projet de construction du centre de congrès de Harbiye. Les autorités (la métropole d'Istanbul et le gouvernement) souhaitent depuis le début des années 2000 la destruction de l'AKM en invoquant une « mauvaise insertion architecturale dans la Place Taksim », et des « rénovations trop coûteuses » notamment « contre les risques d’incendie et de tremblement de terre ».
En 2006, Hamdi Gargin de l'Institut français d'études anatoliennes écrit que « le bâtiment est devenu aujourd’hui le symbole de la confrontation entre “société civile” et pouvoirs publics dans le domaine de l’art et la culture ».
Le centre est finalement fermé en 2008 et détruit en 2018.
La construction du nouveau complexe culturel commence le 10 février 2019 par une cérémonie en présence du président Erdoğan. Il ouvre en 2021 et comprend un opéra, des salles de théâtre, de cinéma et de concert, un centre d'exposition, une salle de congrès, une bibliothèque, un musée, une galerie d'art ainsi que des cafés et des restaurants.